# Eddie Newton
Edward Newton detto Eddie (Londra, 13 dicembre 1971) è un allenatore di calcio ed ex calciatore inglese, di ruolo centrocampista.

## Carriera

### Giocatore
Prodotto del vivaio del Chelsea, fu aggregato alla prima squadra nel 1990. Nel gennaio 1992 fu ceduto in prestito al Cardiff City, in seconda divisione. Tornato al Chelsea, riuscì a debuttare in massima serie il 2 maggio 1992 nella partita persa per 2-1 sul campo dell'Everton, realizzando nell'occasione l'unica marcatura dei suoi. Noto per la sua militanza nei Blues, giocò la finale della FA Cup 1993-1994, persa contro il Manchester Utd, e segnò il secondo gol della squadra londinese nella finale di FA Cup 1996-1997 vinta per 2-0 contro il Middlesbrough. Con il Chelsea vinse anche la Coppa delle Coppe 1997-1998 e la League Cup 1997-1998. In seguito fu vittima di una serie di infortuni e perse il posto da titolare, anche a causa dell'acquisto del centrocampista Didier Deschamps da parte del Chelsea.
Svincolatosi dal Chelsea, nel luglio 1999 si accasò al Birmingham City, ma collezionò solo qualche presenza in squadra, come avvenne nelle esperienze successive nelle serie minori, all'Oxford Utd, al Barnet e all'Hayes, dove chiuse la carriera nel 2000-2001, fiaccato da un infortunio al ginocchio.

### Allenatore
Nel luglio 2008 viene nominato assistente di Roberto Di Matteo al MK Dons. Nel giugno 2009 segue Di Matteo al West Bromwich, ricoprendone il ruolo di vice fino all'esonero del tecnico italiano, avvenuto nel gennaio 2011.
Nel marzo 2012 è ancora al fianco di Roberto Di Matteo come suo assistente al Chelsea, poi è assistente di Guus Hiddink. Tornato a rivestire ruoli di collaboratore tecnico dopo la partenza di Hiddink, nel 2019, con la nomina di Frank Lampard ad allenatore dei Blues, ne diviene assistente.
Nel febbraio 2020 viene nominato allenatore ad interim del Trabzonspor, che il 2 agosto 2020 gli rinnova la fiducia conferendogli l'incarico in via definitiva, dopo un positivo periodo alla guida della squadra, impreziosito dalla vittoria della Coppa di Turchia e dal secondo posto finale in Süper Lig nel 2019-2020. Il 31 ottobre 2020 viene esonerato dopo sette partite di campionato, a causa di avvio nella stagione 2020-2021.

## Palmarès

### Giocatore

#### Club

##### Competizioni nazionali
- Coppa del Galles: 1

Cardiff City: 1991-1992
- Coppa d'Inghilterra: 1

Chelsea: 1996-1997
- Coppa di Lega inglese: 1

Chelsea: 1997-1998

##### Competizioni internazionali
- Coppa delle Coppe: 1

Chelsea: 1997-1998
- Supercoppa UEFA: 1

Chelsea: 1998

### Allenatore

#### Club

##### Competizioni nazionali
- Coppa di Turchia: 1

Trabzonspor: 2019-2020